# Scheringbrücke
Die Schering-Brücke ist eine Wechselspannungsbrücke und wird zur Bestimmung der Kapazität und des Verlustfaktors von Kondensatoren, vorwiegend in der Hochspannungstechnik, eingesetzt. Sie wurde erstmals 1920 von Harald Schering verwendet.

## Funktionsweise

Schaltschema der Scheringbrücke

Bei der Schering-Brücke wird der unbekannte Kondensator CX mit dem verlustfreien Kondensator CN verglichen. Durch die niederohmige Ausführung der Zweige R3, R4, C4 auf der geerdeten Seite der Brückenschaltung können R3 und C4 trotz Hochspannung gefahrlos eingestellt werden. Mit R3 wird auf die Kapazität des Prüflings abgeglichen. Durch Ändern von C4 wird der Verlustanteil ermittelt. Der Verlustanteil ergibt sich aus der Winkelabweichung {\displaystyle \delta } des Stromes durch CX von einer 90°-Voreilung gegenüber der angelegten Spannung U0 aufgrund einer gewissen Leitfähigkeit.
Es gelten dann für die zu ermittelnde Kapazität CX des realen Kondensators:
{\displaystyle C_{\mathrm {x} }=C_{\mathrm {N} }{\frac {R_{4}}{R_{3}}}}
für seinen Verlustanteil {\displaystyle R_{\mathrm {x} }}:
{\displaystyle R_{\mathrm {x} }=R_{3}{\frac {C_{4}}{C_{\mathrm {N} }}}}
und für den Verlustfaktor {\displaystyle \tan \delta }:
{\displaystyle \tan \delta _{\mathrm {x} }={\frac {R_{\mathrm {x} }}{\frac {1}{\omega C_{\mathrm {x} }}}}=\omega R_{\mathrm {x} }C_{\mathrm {x} }\,}
{\displaystyle \tan \delta _{\mathrm {x} }=\omega R_{4}C_{4}=2\pi fR_{4}C_{4}\,}

## Verwendung
Die Schering-Brücke dient zur Ermittlung unbekannter Kapazitäten. Das Prinzip wird nicht nur in der Hochspannungstechnik angewendet, sondern dient auch der Überwachung und Steuerung bei der Fertigung von Kondensatoren. Mit dieser Brückenschaltung ist auch eine zerstörungsfreie Güteprüfung eines Dielektrikums möglich. Einsetzendes Glimmen in einem Dielektrikum oder Lufteinschlüsse führen zu Unruhe in der Anzeige und dann steilem Anstieg der {\displaystyle \tan \delta =f(U)} Kurve. Eine weitere Anwendung ist das Ermitteln der Koronaverluste in Hochspannungsleitungen.
Der Vorteil der Schering-Brücke ist, dass die notwendigen Einstellungen (R3, C4) auf niedrigem Potential (einige 100 V) vorgenommen werden können. Durch Hilfseinrichtungen wie Schutzring-Elektroden und Wagner'schen Hilfszweig kann die Genauigkeit noch verbessert werden.
Heutzutage werden Größen wie {\displaystyle \tan \delta } meist mit speziellen Diagnosegeräten aus hochgenauen, phasenaufgelösten Strom- und Spannungsmessungen ermittelt.